# Капніст Варвара Василівна
Варвара Василівна Капніст (до шлюбу Рєпніна; 1840 або 1841, Яготин, Київська губернія — 23 квітня 1922) — російська дворянка, дружина Василя Олексійовича Капніста. Колекціонерка картин, меценатка.

## Ранні роки
Народилася в Яготині 1840 або 1841 року в родині Василя Миколайовича Рєпніна-Волконського (у чині колезького асесора з 1843 року) та Єлизавети Петрівни Балабіної. Онучка князя Миколи Рєпніна-Волконського, колишнього малоросійського генерал-губернатора, та його дружини Варвари, що за лінією свого батька Олексія була онучкою останнього українського гетьмана Кирила Розумовського. Мала старших братів Миколу (1834), Петра (1836—1856) та Василя (1839—?).
Освіту здобула вдома.

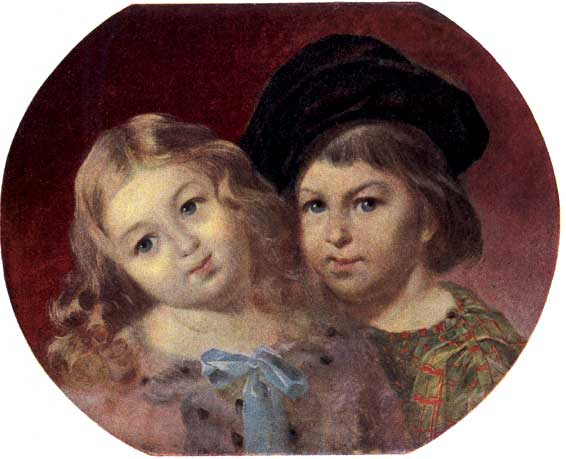
Варвара та Микола Рєпніни. Робота Тараса Шевченка, 1844

1844 року український поет та художник Тарас Шевченко проїжджав у Яготині, де 1—10 січня написав портрет молодих Варвари та Миколи (за іншими даними — її іншого брата Василя) Рєпніних. Робота зберігається в Національному музеї Тараса Шевченка.

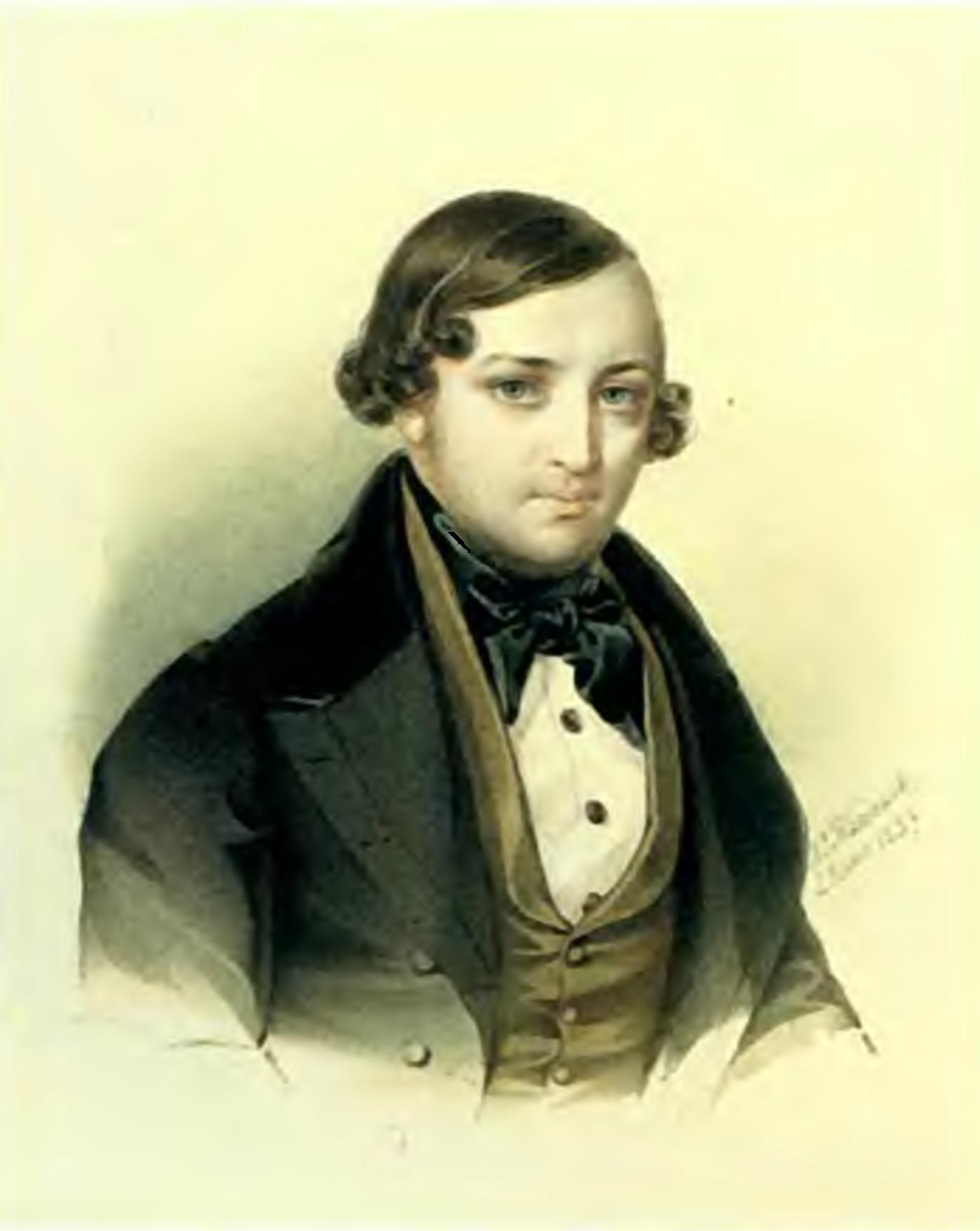
Василь Рєпнін, батько Варвари
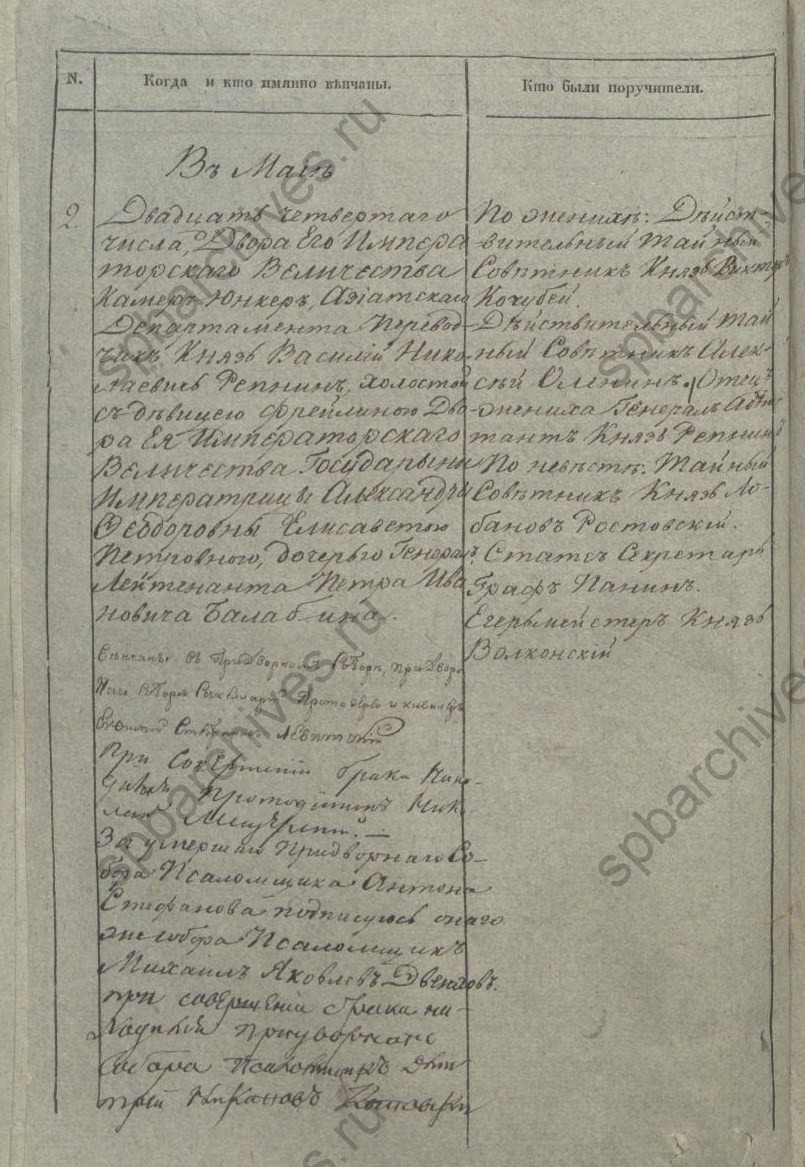
Запис у метричній книзі про одруження батьків Варвари — Василя Рєпніна та фрейліни Єлизавети Балабіної

## Шлюб та діти

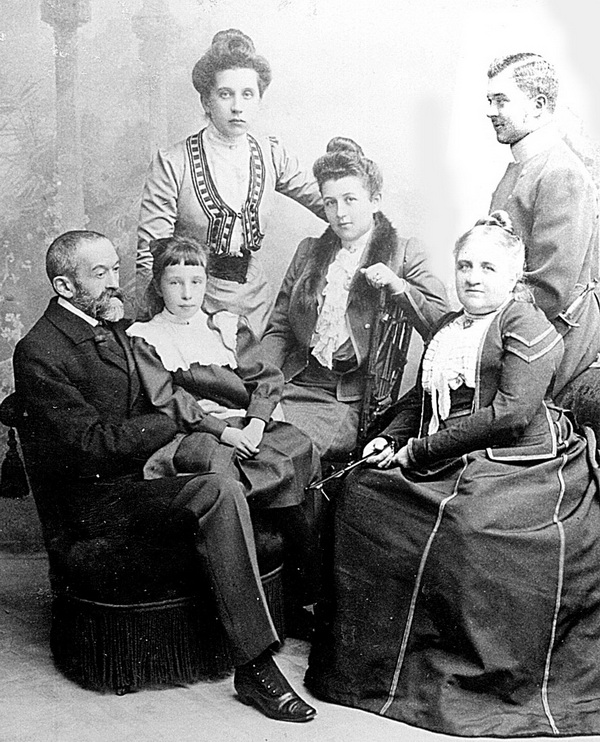
Василь (крайній зліва) та Варвара (друга справа) Капністи із дочками, сином та онукою

1867 року Варвара Рєпніна одружилася із дворянином Василем Олексійовичем Капністом (1838—1910). Подружжя проживало у селі Михайлівка Лебединського повіту Харківської губернії. У шлюбі народилося троє дітей:
- Єлизавета (1868—1944) — дружина Володимира Мусіна-Пушкіна.
- Варвара (1870—1960) — фрейліна, дружина Олексія Мусіна-Пушкіна[7].
- Олексій (1879—1958) — меценат, громадський діяч, гласний Лебединського повіту[8][9].

## Колекціонерство та меценатство
З 1869 року за розпорядженням Міністерства народної освіти — опікунка Лебединського повітового жіночого училища, з 1870 — жіночої прогімназії, з 1903 — жіночої гімназії. 1910 року Варвара Капніст заснувала іменну стипендію для відмінників.
Варвара Капніст була меценаткою та колекціонеркою мистецтва. У селі Межиріч вона заснувала навчальну майстерню, якою керував майстер Федот Падалка. Деякі його вироби були виготовлені за зразками та моделями власне Варвари Капніст.
Разом із чоловіком Варвара Капніст колекціонувала твори мистецтва. Зокрема, в колекції Капністів були портрети Полуботків, Коробовських, Іваненків та родинні портрети. Колекція Капністів стала основою для колекції Лебединського художнього музею. 1895 року портрет Варвари Капніст написав відомий художник Валентин Сєров. 
У серпні 1917 року син Варвари Василівни, Олексій, емігрував до Франції; маєтки Капністів залишилися за доглядом графині. Після більшовицького перевороту 1917 року Варвара Капніст деякий час жила в будинку лікаря Костянтина Зільберника в Лебедині, збудованому за кошти її сина. Навесні 1918 року вона повернулася до Михайлівки. Улітку Варвара Капніст надала для першої виставки української старовини, проведеній у Лебедині та організованій Стефаном Таранушенком, портрети козацької старшини з роду Полуботків (гетьмана Павла Полуботка, його дружини Ганни та синів Андрія і Якова), гетьмана Данила Апостола, поміщика Олександра Іваненка, малюнок Тараса Шевченка «Кобзар з поводирем» 1843 року, напівлегендарну сорочку «гетьманші Полуботчихи», старовинні рушники, килими, сорочки. Восени 1918 року маєток Капністів пограбували та спалили, тому Варварі Василівні довелося жити у флігелі.

## Еміграція та смерть
Восени 1919 року Варвара Капніст була змушена тікати із села разом із підрозділами білогвардійських Збройних сил Півдня Росії, які відступали перед наступом Червоної армії. Вона змогла втекти до Криму.
Раніше вважалося, що Варвара Капніст загинула в Криму під час червоного терору. Проте історикині Аллі Стравінській вдалося з'ясувати від одного з нащадків графині, що проживає у Франції, що Варвара Капніст із Криму поїхала до Туреччини, а звідти — до Німеччини. 
23 квітня 1922 року в Німеччині Варвара Капніст померла. Її поховали на кладовищі Тегель у Берліні. Некролог з приводу її смерті був розміщений у берлінській газеті російської еміграції «Руль».